# Quararibea foenigraeca
Quararibea foenigraeca är en malvaväxtart som beskrevs av José Cuatrecasas. Quararibea foenigraeca ingår i släktet Quararibea och familjen malvaväxter. Inga underarter finns listade i Catalogue of Life.